# Ellen Whitaker
Pour les articles homonymes, voir Whitaker.
Ellen Whitaker, née le 5 mars 1986, est une cavalière de saut d'obstacles britannique, classée 7e par la British Show Jumping Association de mai 2005 à avril 2006. Elle est la fille du cavalier Steven Whitaker, et la nièce des cavaliers John Whitaker et Michael Whitaker. Elle vit à Barnsley, dans le Yorkshire du Sud.

## Biographie
Ellen a déjà beaucoup d’expérience dans le monde du saut d'obstacles de haut-niveau et grimpe actuellement dans le classement mondial rapidement. Elle justifie son succès par l’entraînement qu’elle a reçu de son père, Steven, et la monte et la passion qu’elle a pour ce qui est du maintien de sa place en tête du classement des cavalières britanniques.
Ses ambitions restent focalisés sur la compétition à haut-niveau contre les personnalités majeures du monde du saut d’obstacles. Construire une équipe de chevaux très talentueux prend des années de consécration et un petit peu de chance tout au long de la route, mais la détermination de rester dans la Super League fait Ellen se consacrer à part entière à son succès futur.
Ellen Whitaker a 12 chevaux, dont l’un, 1K Locarno, aussi connu sous le nom de Locarno 62, dont le prix d’achat à 1 million d’euros en 2005 en fit le cheval le plus cher jamais importé au Royaume-Uni.  Locarno est un étalon bai de race holsteiner, propriété de Madame D. Makin et Monsieur Steven Whitaker. Locarno 62 est son cheval de tête depuis 2008, mais l'infection à la jambe qu'il subit en juin 2008 empêcha Ellen de se qualifier pour les Jeux olympiques de Pékin de 2008,.
Elle est aussi connue pour monter les chevaux Magic Max (qui fut vendu pour 1 million de £ en 2003) et Naff Naff II, sur lequel elle finit troisième nationale au Southview Jumping Show.

## Palmarès
- Leader de le BSJA cavaliers de moins de 21 ans de l’année 2005

- Vainqueur du Prix Dames Longines pour l’Elegance à Barcelone

- Vainqueur du Speed Derby d’Hickstead en 2007 [6]

- Vainqueur du Championnat des Jeunes Cavaliers au Horse of the Year Show en 2005.

- Médaille de bronze par équipe aux Championnats d’Europe de Mannheim en 2007.

- 6e cavalière britannique, 1re chez les dames. Rang mondial en décembre 2007 : 60e